# Laguna de Ipala
Laguna de Ipala är en kratersjö i Guatemala. Den ligger i den sydöstra delen av landet, 100 km öster om huvudstaden Guatemala City. Laguna de Ipala ligger 1 452 meter över havet. Arean är 0,52 kvadratkilometer. Omgivningarna runt Laguna de Ipala är en mosaik av jordbruksmark och naturlig växtlighet.